# Partido Popular de la Región de Murcia
El Partido Popular de la Región de Murcia (PPRM) es la organización territorial del Partido Popular en la Región de Murcia. Su sede central está en la calle González Adalid en la ciudad de Murcia.
Desde 1995 ostenta la responsabilidad del Gobierno en la Comunidad Autónoma siendo sucesivamente presidentes de la misma Ramón Luis Valcárcel, 
Alberto Garre, Pedro Antonio Sánchez y Fernando López Miras, el cual tras su último Congreso, celebrado en marzo de 2018, es su actual presidente.
Además gobierna en municipios como Cartagena, Alcantarilla o Yecla.

### Comité ejecutivo
Tras la remodelación llevada a cabo por el presidente López Miras en marzo de 2021, el Comité Ejecutivo está formado, en sus principales cargos, por:
- Presidente: Fernando López Miras.
- Secretario General: José Miguel Luengo Gallego.
- Vicesecretario de Organización: Francisco Abril.
- Vicesecretario de Sectorial y Desarrollo Económico: Luis Alberto Marín.
- Vicesecretario de Política Territorial: Pedro López
- Vicesecretaria de Política Social y Estado del Bienestar: Violante Tomás.
- Vicesecretario de Participación: Víctor Manuel López.
- Portavoz Grupo PP Asamblea Regional: Joaquín Segado.
- Portavoz del Partido Popular: Miriam Guardiola.
- Presidenta del Comité Electoral: Visitación Martínez.
- Presidente del Comité de Derechos y Garantías: Marcos Ortuño.

## Resultados regionales
| Elecciones | Candidato                 | Votos        | % de votos | Escaños | +/-         | Posición           |
| ---------- | ------------------------- | ------------ | ---------- | ------- | ----------- | ------------------ |
| 1983       | José Lucas                | 162 074 (#2) | 35,42 %    | 16/43   |             | Oposición          |
| 1987       |                           | 159 566 (#2) | 31,50 %    | 16/45   | Sin cambios | Oposición          |
| 1991       | Juan Ramón Calero         | 173 491 (#2) | 33,51 %    | 17/45   | 1           | Oposición          |
| 1995       | Ramón Luis Valcárcel Siso | 330 089 (#1) | 52,35 %    | 26/45   | 9           | Gobierno (mayoría) |
| 1999       | Ramón Luis Valcárcel Siso | 322 848 (#1) | 52,96 %    | 26/45   | Sin cambios | Gobierno (mayoría) |
| 2003       | Ramón Luis Valcárcel Siso | 367 710 (#1) | 56,66 %    | 28/45   | 2           | Gobierno (mayoría) |
| 2007       | Ramón Luis Valcárcel Siso | 379 011 (#1) | 58,30 %    | 29/45   | 1           | Gobierno (mayoría) |
| 2011       | Ramón Luis Valcárcel Siso | 382 569 (#1) | 58,82 %    | 33/45   | 4           | Gobierno (mayoría) |
| 2015       | Pedro Antonio Sánchez     | 239 011 (#1) | 37,35 %    | 22/45   | 11          | Gobierno (minoría) |
| 2019       | Fernando López Miras      | 211 849 (#2) | 32,35 %    | 16/45   | 6           | Coalición (PP-Cs)  |
| 2023       | Fernando López Miras      | 293 051 (#1) | 42,79 %    | 21/45   | 5           | Coalición (PP-Vox) |

## Resultados en las Elecciones Generales

### Congreso
| Elecciones     | Votos   | % de votos | Escaños | Posición |
| -------------- | ------- | ---------- | ------- | -------- |
| 1977           | 30 167  | 6,76 %     | 0/8     | 3.º      |
| 1979           | 25 903  | 5,68 %     | 0/8     | 4.º      |
| 1982           | 189 642 | 35,58 %    | 3/8     | 2.º      |
| 1986           | 184 109 | 34,33 %    | 3/8     | 2.º      |
| 1989           | 166 712 | 29,98 %    | 3/9     | 2.º      |
| 1993           | 310 507 | 47,29 %    | 4/9     | 1.º      |
| 1996           | 350 337 | 49,89 %    | 5/9     | 1.º      |
| 2000           | 389 564 | 58,08 %    | 6/9     | 1.º      |
| 2004           | 413 902 | 57,42 %    | 6/9     | 1.º      |
| 2008           | 469 380 | 61,24 %    | 7/10    | 1.º      |
| 2011           | 471 851 | 64,22 %    | 8/10    | 1.º      |
| 2015           | 293 943 | 40,40 %    | 5/10    | 1.º      |
| 2016           | 333 109 | 46,68 %    | 5/10    | 1.º      |
| Abril 2019     | 180 163 | 23,43 %    | 2/10    | 2.º      |
| Noviembre 2019 | 189 500 | 26,51 %    | 3/10    | 2.º      |
| 2023           | 306 999 | 41,24 %    | 4/10    | 1.º      |